# Pound Hill (Crawley)
Pound Hill is een wijk in het bestuurlijke gebied Crawley, in het Engelse graafschap West Sussex. De plaats telt 14.700 inwoners.